# Collège de Lisieux
El collège de Lisieux, o també collège de Torcy, és un col·legi de l'antiga Universitat de París.

## Situació
El col·legi va ser fundat a la rue des Prêtres-Saint-Séverin i després transferit al col·legi de Torchi al carrer Sant-Étienne-des-Grés.

## Història
Aquest col·legi va ser fundat, l'any 1336, per Guy de Harcourt, bisbe de Lisieux, qui va deixar per testament la suma de mil ''livres parisis'' (moneda de l'època) per al manteniment i l'ensenyament de vint-i-quatre alumnes pobres becaris de la facultat de les arts, i cent ''livres parisis'' per al seu allotjament.
Noves fundacions, fetes per dos dels seus successors, Jean de Dormans, fundador del Collège de Beauvais i Guillaume d'Estouteville, el seu germà, en van fer augmentar els ingressos, i van facilitar la construcció de nous edificis. Cent anys més tard, el col·legi va ser transferit en un lloc més convenient, als edificis del col·legi de Torchi, recentment ubicat al n°5, rue Sant-Étienne-de els-Gréts, sobre el feu de la Petite Bretonnerie, sobre la muntanya de Sainte-Geneviève, en favor dels estudiants de la diòcesi de Lisieux.
No estant dotat més que de diners en efectiu, el collège de Lisieux va esdevenir, en el moment de la seva depreciació, pobre. Es va veure obligat a disminuir el nombre de becaris, i es van suprimir l'any 1750. Després de l'aturada del 7 de setembre de 1762, va ser transferit definitivament l'any 1764 a la rue Jean-de-Beauvais, i ubicat al local del collège de Dormans.
Lloc de reunió de la secció revolucionària del Panthéon, i a continuació seu de la 12ª municipalitat de París, el col·legi esdevé un dipòsit militar sota el Primer Imperi Francès i una caserna, la caserna de Lisieux, sota la Restauració. Va ser a la seva església que, l'1 de setembre 1815, s'hi va instal·lar la primera escola d'ensenyament elemental segons el mètode de Lancaster ("Escola mutual"), considerada com l'escola mare de totes aquelles del mateix gènere establertes a París.
El collège de Lisieux va comptar entre els seus professors a Guillaume Du Val, Jean Le Fèvre i Charles-François Dupuis, i va tenir entre els seus alumnes a Antoine Arnauld i el seu germà Simon Arnauld de Pomponne, Julien Pouchard, Nicolas Louis de Lacaille, l'abat Delille, Jean-François Collin de Harleville, Louis François Cauchy, Pierre-Jean-Baptiste Chaussard, Louis Pierre Édouard Bignon.